# Bruno Sollerman
Bruno Emanuel Sollerman, född 29 mars 1944 i Borensberg, författare, journalist och hembygdsskildrare, är pensionerad skribent och pastor.
Växte upp i Örebro och tog realexamen vid Karoliska Högre Allmänna Läroverket (Karro) och gick sedan ett år på Karlskoga Folkhögskolas ungdomsledarlinje. Tillbringade sedan ett knappt år i Israel och efter en kurs i Shakespeare-engelska i London började på Teologiska Seminariet i Lidingö. Ordinerades till pastor i Svenska Missionsförbundet 1970 och var därefter församlingspastor i Vreta Klosters församlingskrets i två år, därefter ekumenisk studentpastor i Örebro.
1976 blev han generalsekreterare i Kristna Studentrörelsen och satt då med i flera ekumeniska styrelser samt i förberedelsekommittén för europeiska studentprästkonferensen. Var redaktör för Kristet Forum och studerade samtidigt litteraturvetenskap i Uppsala. 1981 fick Bruno fast tjänst på tidningen Broderskap och stannade där fram till pensioneringen 2009, skrev sedan som fast frilans på samma tidning när den bytt namn till Tro och Politik. Från 2013 är han pensionär på heltid och bor i Folkärna, Dalarna.
Han har fem barn och lika många barnbarn hittills (2013).